# Alexandre Adler
Pour les articles homonymes, voir Adler.
Alexandre Adler, né le 23 septembre 1950 à Paris et mort le 18 juillet 2023 dans la même ville, est un journaliste français, spécialiste des relations internationales.

## Biographie

### Famille
Sa famille maternelle, les Bauer, a des origines juive allemande et russe. Elle réside en Turquie depuis le début du XXe siècle et échappe ainsi aux persécutions nazies. En revanche, tous les membres de sa famille paternelle, à l'exception de son père Émeric, sont morts en déportation. Sa filiation paternelle est une filiation de cohens et de rabbins. Son grand-père, était un ingénieur constructeur de voies ferrées dans l'Empire ottoman, originaire de Bohême, l'actuelle République tchèque, parlait couramment sept langues et s'était installé en France dans le courant des années 1930. Son père, mort en 2003 à l'âge de quatre-vingt-quinze ans, avait servi dans la Légion étrangère entre 1939 et 1945.
La langue maternelle d'Alexandre Adler est l'allemand. De parents laïques et socialistes, il ne reçoit aucune éducation religieuse, aucune transmission de judéité « sauf l'humour » dit-il, mais il étudie en profondeur le judaïsme à l'âge adulte.
Il est cousin de l'ancien Premier ministre roumain Petre Roman.
Alexandre Adler est marié à Blandine Kriegel, philosophe et historienne, fille du résistant puis député communiste Maurice Kriegel-Valrimont, et de Paulette Lesouëf-Brévillier.

### Formation
En 1969, il est admis à l'École normale supérieure. Il est ensuite reçu à l'agrégation d'histoire.
Chevalier de la Légion d'honneur en mai 2002, il est fait officier de l'ordre national du Mérite le 19 janvier 2007 par le président de la République, Jacques Chirac.
Franc-maçon, il est initié à la Grande Loge nationale française en 1996dans la Loge « La Lyre et Eleazar », l'a quittée et a rejoint la Grande Loge de France avant de la quitter aussi en 2015 pour rejoindre la Grande Loge des Cultures et de la Spiritualité où il avait atteint le 33e degré.

### Carrière de journaliste
La carrière journalistique d'Alexandre Adler commence en 1982, à Libération, où il suit les affaires soviétiques, avec un bref passage en 1983-1984 au quotidien Le Matin de Paris.
En 1992, il quitte Libération pour participer à la direction de Courrier international pendant dix ans. Il sera successivement rédacteur en chef puis directeur éditorial. Parallèlement, il collabore deux ans au magazine Le Point ; et deux ans à L'Express, où il tient une chronique de politique internationale ; enfin cinq ans au Monde comme conseiller proche de Jean-Marie Colombani. De 1994 à 2003, il présente l'émission Les Mercredis de l'Histoire sur Arte.
À partir du 11 septembre 2001, il prend un virage atlantiste et défend la politique de George W. Bush. En désaccord avec la ligne éditoriale du journal Le Monde, il quitte ce dernier ainsi que Courrier international, devenu filiale à 100 % du Monde fin 2002. La raison en est un scandale suscité par une chronique parue dans Courrier international, intitulée « Tournant en Allemagne ? ». Il rejoint Le Figaro en novembre 2002 en tant que « conseiller rédactionnel et éditorial ». Il devient membre du comité éditorial du Figaro.
Figure bien connue des médias audiovisuels, Alexandre Adler est apparu souvent sur les écrans de la télévision et les antennes de la radio. De 1993 à 1995, il est chroniqueur à Europe 1. De 1995 à 1996, il chronique la politique étrangère sur RTL. Enfin, en 1998, il a réalisé une série de chroniques historiques de 13 minutes sur le XXe siècle, intitulée Histoire de comprendre, initialement réalisée pour La Cinquième. Alexandre Adler a aussi collaboré à TV5 Monde et à Direct 8, la chaîne de la télévision numérique terrestre qui appartenait à Vincent Bolloré (Le Monde d'Adler, présenté avec Mikaël Guedj).
Alexandre Adler est réputé pour sa connaissance des différents acteurs internationaux de la géopolitique et d'événements locaux rarement évoqués dans l'ensemble des médias français. Comme il le rappelle fréquemment, par exemple dans ses chroniques sur France Culture, il était proche du bloc soviétique pendant les années 1970, tout en ayant une vision devenue progressivement critique après l'invasion de la Tchécoslovaquie en 1968.
Inspiré par l'intérêt pour la longue durée de Fernand Braudel, Adler aime parfois se lancer dans des anticipations risquées, qualifiées ensuite d'audacieuses ou de douteuses selon qu'elles se révèlent exactes (chute de Mikhaïl Gorbatchev, trois mois avant le coup d'État de 1991, chute de Slobodan Milošević en Serbie deux mois avant qu'elle ne survienne, victoire du Parti des travailleurs brésilien, triomphe des idées de Deng Xiaoping en 1992-1993...) ou non (comme lorsqu'il misa sur la défaite de Barack Obama à l'élection présidentielle américaine de 2008). Il aime aussi émettre des interprétations très personnelles, comme lorsqu'il affirme, dans J'ai vu finir le monde ancien, que lors de la guerre contre l'Angleterre en 1812, les États-Unis auraient renoncé assez vite à conquérir le Canada car ils ne voulaient pas intégrer un bloc de population francophone aussi important. La chance lui sourit parfois : les accords d'Oslo interviennent six mois après qu'il a consacré une couverture du Courrier international au dialogue israélo-palestinien, et les démêlés de l'UBS et du Crédit suisse sont révélés par les médias peu après qu'il a, sur Les Matins de France Culture (où il présente une chronique matinale quotidienne de septembre 2002 à juillet 2011), commenté les pressions américaines contre le secret bancaire suisse : dans sa stratégie de communication, les anticipations réussies et les coups de chance font figure d'une exceptionnelle compétence en prospective, notamment dans sa chronique quotidienne sur l'actualité internationale dans Europe 1 Matin (qu'il anime jusqu'au 23 novembre 2012), ce qui lui vaut d'être régulièrement moqué dans La Revue de presque de Nicolas Canteloup, qui l'imite en commençant chacune de ses interventions par « Bonjour Bruce ». À partir du 26 novembre 2012, sa chronique change d'émission et de format et a lieu à 18 h 30 dans Europe 1 soir.
En mars 2012, il publie avec Vladimir Fédorovski Le Roman du Siècle rouge sur l'histoire secrète du XXe siècle.

### Recherche universitaire
Universitaire spécialiste de l'Union soviétique et de l'Europe de l'Est, Alexandre Adler enseigne successivement à l'université Paris-VIII, à l'ESCP Business School et est détaché, par la suite, auprès de l'enseignement militaire supérieur, notamment au Collège interarmées de défense jusqu'en 2000.

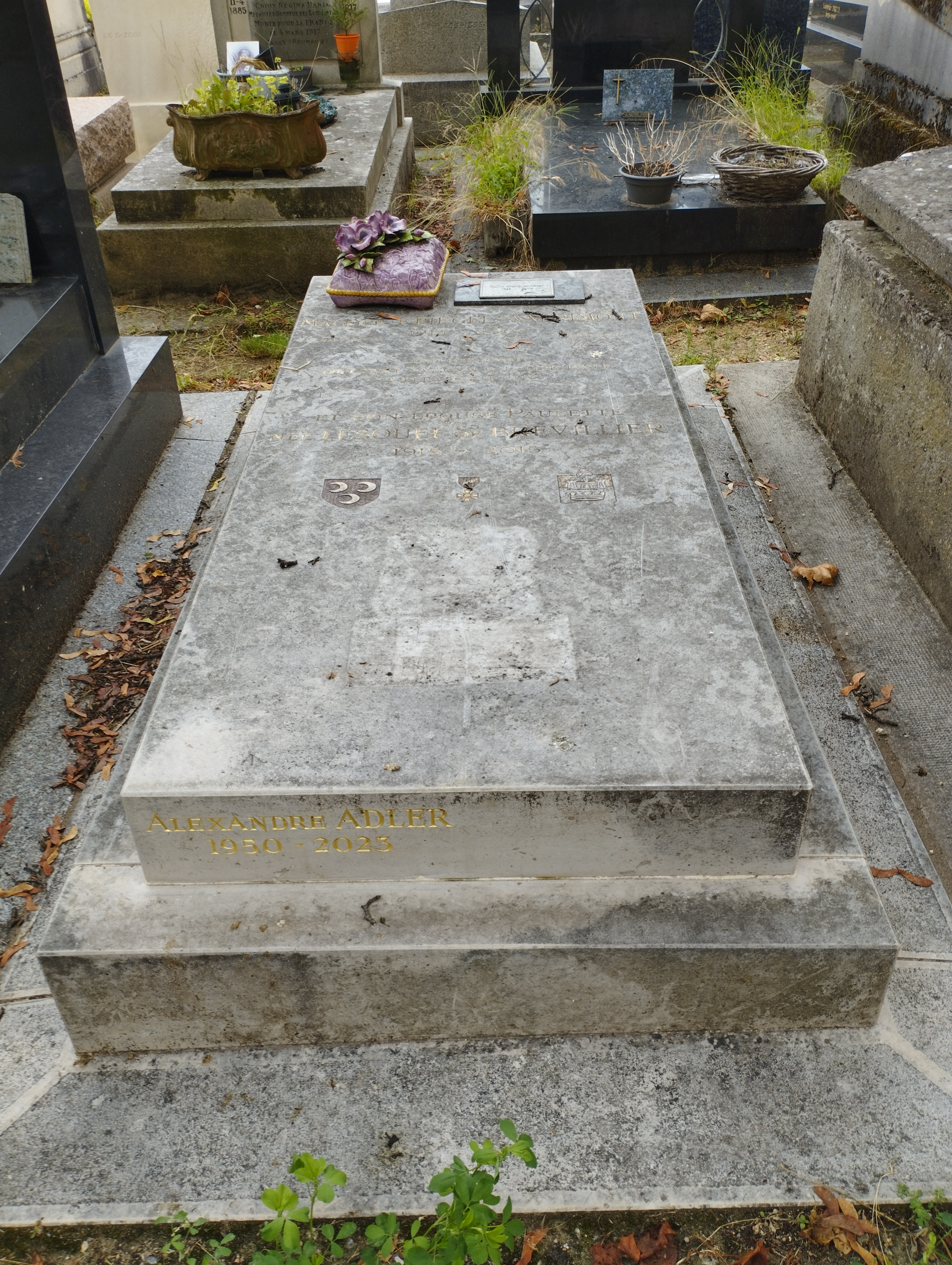
Tombe de Maurice Kriegel-Valrimont et Alexandre Adler au cimetière du Montparnasse (division 10).

À partir de novembre 2009, il est le directeur scientifique de la chaire nouvellement créée de géopolitique de l'université Paris-Dauphine. Cette chaire comprend un volet d'enseignement et un volet de recherche portant notamment sur : la mondialisation et la gouvernance, la géopolitique, l'énergie et les matières premières et la politique européenne.

### Mort
Alexandre Adler meurt le 18 juillet 2023 à l'âge de 72 ans, à l'hôpital européen Georges-Pompidou de Paris. Il est inhumé dans un caveau provisoire au cimetière du Montparnasse (division 18), avant d'être transféré dans le caveau de son beau-père dans la 10e division.

## Engagements politiques

### Socialiste et communiste
Dès 1965, Alexandre Adler adhère à la SFIO pendant la campagne présidentielle de François Mitterrand.
Après 1968, il quitte le Parti socialiste pour le PCF, dont il restera militant pendant onze ans. Il entretient également des rapports très étroits avec le Parti communiste italien à son apogée, ainsi qu'avec plusieurs de ses dirigeants dont Pietro Ingrao, Bruno Trentin, Giorgio Napolitano et, tout à la fin de sa vie, Enrico Berlinguer. Il aura été, dans ces années, professeur à l'École centrale du Parti et rédacteur en chef adjoint de la revue La Pensée. Il est le coauteur d'un ouvrage (très modérément) critique sur l'Union soviétique, L'URSS et nous, paru en 1978.
Après la rupture de l'Union de la gauche, il démissionne du Parti communiste en février 1980 et participe à la contestation externe aux côtés de son beau-père Maurice Kriegel-Valrimont et de l'ancien secrétaire de la fédération de Paris, Henri Fiszbin. Il se montre malgré tout nuancé sur la guerre d'Afghanistan. Ainsi, quelques mois après sa démission, dans L'Internationale et le genre humain, il regrette l'alignement inconditionnel du Parti communiste sur la version soviétique, mais précise que « contrairement à une opinion fort répandue à gauche, le dossier de l'intervention soviétique en Afghanistan est plaidable, au moins en apparence ». Et en un chapitre entier, il se livre à une analyse détaillée de l'histoire des relations entre les deux pays depuis 1917, l'Afghanistan ayant été le premier pays du monde à établir des relations diplomatiques avec l'Union soviétique en 1919.
En 1984, il est recruté par le Parti socialiste pour travailler à sa commission de politique extérieure. Il rejoint, presque au même moment, le mouvement des Transcourants créé par François Hollande et Jean-Pierre Jouyet. Après 1988, il s'éloigne du Parti socialiste, tout en restant proche de Jean-Pierre Chevènement et de Philippe Séguin, dont il souhaite la conjonction, et est membre du club Phares et Balises de Régis Debray et Max Gallo.

### Atlantiste
Dénonçant régulièrement « le simplisme » dont les médias et certains intellectuels français font preuve à l'égard des États-Unis, il soutient les guerres américaines en Afghanistan et en Irak de 2001 et de 2003. Il voit également dans le Pakistan un pays « en guerre avec les États-Unis » à la suite des attentats du 11 septembre 2001. Il regrette, par la suite, les erreurs commises dès les débuts de l'occupation américaine[Laquelle ?]. En 2004, il apporte son soutien réticent à John Kerry contre George W. Bush, saluant « le courage dont avait fait preuve ce dernier ». Il affirme cependant « ne pas croire au choc des civilisations » entre le judéo-christianisme et le monde musulman. En 2008, il soutient, avec des réserves, la candidature de Barack Obama contre celle de John McCain lors de l'élection présidentielle américaine.

### Pro-européen
Il soutient le « oui » au référendum de 2005 sur la Constitution européenne : 

« La bataille pour le “oui” sera dans ces conditions évidemment la grande bataille pour la liberté de notre continent, et je l'espère la grande défaite de tous ces altermondialistes qui ont tout à la fois la candeur et l'impudence de se déclarer “antilibéraux”, disons simplement ennemis de la liberté. »

Il est en effet critique envers les altermondialistes en qui il voit des « illuminés communautaristes ». Il compare par ailleurs José Bové au dirigeant fasciste français Henri Dorgères et à Pierre Poujade.

### Soutiens lors d'élections présidentielles
Il soutient, aux côtés de Philippe Séguin, la candidature de Jacques Chirac en 1995 et à nouveau en 2002. Proche de ce dernier sur un plan personnel, il n'en a pas moins pris nettement position en faveur de la politique générale de George W. Bush au Moyen-Orient.
En 2007, il appelle à voter Nicolas Sarkozy dans sa chronique éditoriale au Figaro.

### Soutien à la communauté juive
Il est administrateur de l'Union libérale israélite de France (ULIF) et conseiller du précédent président du Conseil représentatif des institutions juives de France (CRIF) Roger Cukierman. Il figure aussi au comité éditorial de L'Arche et participe à de nombreuses activités de l'Appel unifié juif de France, organe de collecte du Fonds social juif unifié.
Il est l'un des rares intellectuels français à souhaiter la victoire de George W. Bush contre Al Gore lors de la première candidature de Bush fils à la présidence des États-Unis. En 2004, il souhaite la victoire de John Kerry face au même George W. Bush.
Il s'engage en 2002 aux côtés de l'avocat Gilles-William Goldnadel, ainsi que du philosophe Alain Finkielkraut, contre le journaliste de France Inter Daniel Mermet, accusé de « provocation antisémite ». Celui-ci est cependant relaxé.
Interrogé sur ses positions à l'endroit de l'intellectuel musulman Tariq Ramadan, il l'exonère pour partie de l'accusation courante d'antisémitisme et affirme le préférer aux « traîtres juifs ». Quelques mois plus tard, il affirmera sur France Culture que la préface de Rony Brauman au livre américain de Norman G. Finkelstein, dénonciateur du Shoah-business, et les positions convergentes d'Esther Benbassa ont largement ouvert la voie aux « agressions verbales » de Dieudonné, qu'il qualifie d’« ignoble personnage ».

### Autres engagements et prises de position
Il se montre sceptique quant à la création d'un État palestinien indépendant et qualifie Yasser Arafat de « dictateur arabe classique ».
Alexandre Adler a participé à une réunion du groupe Bilderberg en mai 2003 à Versailles.
En 2013 et 2014, il participe au devoir de mémoire en militant, notamment, pour l'entrée de Pierre Brossolette au Panthéon.
Alexandre Adler, qui s'honore de l'amitié personnelle d'Henry Kissinger et qui a toujours défendu une politique d'ouverture des États-Unis et de l'Occident, tant vis-à-vis de la Russie que de la Chine actuelle, ne se situe pas sur l'essentiel dans la ligne du courant néoconservateur, bien qu'il soit l'ami personnel de Richard Perle et, plus lointainement, de Paul Wolfowitz. Adler est, par exemple, opposé au bombardement de l'Iran, pays chiite, considérant que le principal problème est le djihadisme sunnite d'Al-Qaïda, hostile au régime de Téhéran. En avril 2011, Alexandre Adler s'est également prononcé pour le sauvetage du chef d'État syrien Bachar el-Assad qui, selon lui, « ne mérite absolument pas d'être emporté par la vague de libération du printemps arabe ».

## Critiques
Alexandre Adler est régulièrement la cible de l'Association française de critique des médias, proche de la gauche antilibérale, « Acrimed » qui lui reproche sa campagne en faveur du « oui » au référendum sur la Constitution européenne de 2005,, ses propos peu amènes concernant Hugo Chávez, et Evo Morales, ses approximations, ou encore sa « complaisance » à l'égard de Bernard-Henri Lévy.
En juin 2005, le mensuel Le Monde diplomatique publie un portrait à charge d'Alexandre Adler, insistant sur ses inexactitudes les plus flagrantes, notamment à propos de la guerre anglo-américaine de 1812, d'Hugo Chávez, de la guerre d'Irak de 2003 ou encore de l'élection présidentielle américaine de 2004.
Alexandre Adler est aussi l'un des journalistes critiqués par le film documentaire français sorti en janvier 2012 Les Nouveaux chiens de garde, lui-même tiré de l'essai éponyme de Serge Halimi paru en 1997, lequel explore les collusions entre les médias et le pouvoir politique et économique en France.

## Publications
- L’URSS et nous, Paris, Les Éditions sociales, 1978
- L’Internationale et le genre humain avec Jean Rony, Paris, Mazarine, 1980
- Pour l’amour du peuple : un officier de la Stasi parle, Paris, Albin Michel, 1999
- Le Communisme, Paris, PUF, coll. « Que sais-je ? », 2001
- J’ai vu finir le monde ancien, Paris, Grasset, 2002 (Prix du livre politique 2003[5])
- Au fil des jours cruels : 1992-2002, Paris, Grasset, 2003, (chroniques)
- L’Odyssée américaine, Paris, Grasset, 2004
- Comment sera le monde en 2020 ? (Rapport de la CIA), 2005
- Rendez-vous avec l'Islam, 2005
- Sociétés secrètes, Paris, Grasset, 2007
- Le jour d’après est un monde qui joue, Genève, Éditions Romandes, 2008
- Comment sera le monde en 2025 ? (Le nouveau rapport de la CIA), Paris, Robert Laffont, 2009
- Le monde est un enfant qui joue, Paris, Grasset, 2009
- Berlin, 9 novembre 1989 : la chute, Paris, XO Éditions, 2009
- Le Big bang et après ? avec Marc Fumaroli, Blandine Kriegel et Trinh Xuan Thuan, Paris, Albin Michel, 2010
- Le Peuple-monde : destins d'Israël, Paris, Albin Michel, 2011
- Éthique de l’après, Paris, Grasset, 2011
- Le Monde après Ben Laden, Paris, Grasset, 2011
- Où va l’Amérique d'Obama ?, avec Hervé de Carmoy, Paris, PUF, 2011
- Le Roman du siècle rouge, avec Vladimir Fédorovski, Paris, Le Rocher, 2012
- Le Jour où l’histoire a recommencé, Paris,Grasset, 2012
- Quand les Français faisaient l’histoire, Paris, Grasset, 2014
- Le Califat du sang, Paris, Grasset, 2014
- J'ai vu le soleil se lever, Paris, Le Rocher, 2014
- L’Invisible et la science avec Patricia Darré, Paris,Robert Laffont, 2014
- Daech : l’équation cachée avec Ardavan Amir-Aslani, Paris, L'Archipel, 2016
- Je me suis levé comme un soleil, Paris, Grasset, 2016
- La Chute de l’empire américain, Paris, Grasset, 2017
- Le temps des apocalypses, Paris, Grasset, 2018
- Celui qui le dit le sera, Paris, Éditions Tierce, 2020

## Distinctions
- Chevalier de la Légion d'honneur (2002)[44]
- Officier de l'ordre national du Mérite